# Маклок (Воронежская область)
Маклок — посёлок в Новоусманском районе Воронежской области. Входит в состав Шуберского сельского поселения.

## Этимология
Лингвист М. В. Фёдорова название населённого пункта возводит к венгерскому выражению makk log — жёлудь висит.

## География
Расположен посёлок в центре поселения при прудах. Рядом расположен Маклокский пруд, который отнесен к памятникам природы регионального значения.

## История
Основан в середине XVIII века как посёлок при винокуренном заводе. Первыми известными обладателями имения на Маклоке являлись братья Прибытковы — надворный советник Михаил Филиппович и поручик Иван Филиппович, показанные владельцами в 1796 году. В первой половине XIX века завод был перестроен. В 1848 году полковник Михаил Андреевич Загряжский построил здесь винокуренный завод, выпускавший 293 тыс. вёдер в сезон. Вино поставлялось в Воронежскую, Тамбовскую, Московскую, Новгородскую и другие губернии. В 1850 году Мария Евлампиевна Протасьева, очередная владелица усадьбы, продала её губернскому секретарю Александру Александровичу Шеле. В 1852 году А. А. Шеле выдал доверенность на этот винокуренный завод купеческому сыну С. Л. Кряжову. Вскоре С. Л. Кряжов, после пребывания в ранге доверенного лица, приобрёл имение Маклок в собственность.
К 1860-м годам Степан Лукьянович Кряжов зарекомендовал себя как опытный винопромышленник. Его решающий успех был связан с работой завода, стоявшего в небольшом селе Моклок (Маклок), на одноимённой речке. Винокуренное предприятие относилось к числу старейших в губернии. В конце XIX века завод перешёл к его дочери — А. С. Хвощинской.
Также, при заводе существовала узкоколейная железная дорога Сомово — Бор, соединявшаяся с узкоколейкой Рамонского сахарного завода. По ней возили вино, пушнину, торф, обслуживала лагерь заключённых на Платовском кордоне. Единственное депо на этой линии находилось именно здесь. Участок Сомово—Маклок был разобран в 1920-х годах, участок Маклок—Бор был разобран в 1952—1953 гг. вместе с веткой на Платовской кордон. От ж/д линии остались лишь насыпи и выемки
Ныне от кряжовской усадьбы осталось несколько кирпичных одноэтажных построек (пять хозяйственных и один жилой корпус), а также парковые аллеи лиственниц и двухвековых лип, плотина и пруд на речке Маклок. Утрачен двухэтажный господский дом, а большое кирпичное заводское здание представлено лишь заросшими остатками подвалов.

## Население
| 2005 | 2008 | 2010 |
| ---- | ---- | ---- |
| 38   | ↘33  | ↘15  |